# 小野雅子
小野雅子（おのまさこ、1972年 - ）は、インド・オデッサ州を拠点に活動するインド古典舞踊の日本人アーティスト・舞踏家ダンサー・コレオグラファー。インド政府の公認を有し、インドに限らず日本や欧米でも幅広く活躍中。

## 人物・経歴
- 東京都世田谷区生まれ[1][2]。幼少の頃からモダンダンスを学び、東京外国語大学インドパキスタン学科を卒業後、単身インドに渡る。
- 1996年から世界レベルのインド舞踊家を多数輩出する舞踊学校「ヌリッティアグラム」でオディッシーダンスを学び、インド中心に活躍し、2001年にはソロデビューをはたす[3]。その後、インドや日本を中心に、アジア各国のほか、アメリカ、フランス、スウェーデン、ペルーなど世界各地の公演に出演[4][5]。
- 2007年、日本人として初となるインド政府(文化評議会ICCR)公認のオディッシーダンサーに認定される[6][7]。
- 2007年のNewsweek誌で、「世界が尊敬する日本人100人」 「アジアで勝つ日本人100人」のうちの一人として選ばれるなど、その舞踊表現は世界的に注目されてい る。また、NHK BS1の『ファースト・ジャパニーズ』でも紹介された[8]。
- 2007年にはオランダ、インドネシア、スペイン、ポルトガルのコンテンポラリー·ダンサーとのダンス·プロダクションに参加し、アジア5カ国にて公演。その後、インドのみならず、アメリカ、日本、香港、中国、カナダ、マレーシア、シンガポール、インドネシア、タイ、フランス、イギリス、ドイツ、イタリア、スイス、スウェーデン、ペルー、ボリビアほかで公演。会場は、ワシントンのケネディーセンター、NYCのアジア·ソサエティー、インドのIndia International CentreやIndia Habitat Centreなど。なお、在インド日本国大使館等において、安倍元総理、小泉元総理、モディ首相主賓の公演会にて招聘されたことも多数ある[9][10][11]。
- 2009年には、インド舞踊を中心とするインド文化の普及振興を図るため、インドで 「MUDRA foundation」を設立し、財団理事に就任。インド国内外の気鋭アーティストを招聘するパフォーマンス・フェスティバル「オディシャ・ビエンナーレ（ODISHA BIENNALE）」をスタートした。同フェスティバルでは、最先端芸術の公演をおこなうだけでなく、オディッシーダンスや伝統工芸といった地域の文化資源の価値発信、参加アーティストによる地域の若者や子どもなどを対象としたワークショップの開催など、アートやデザインを通じた社会の文化力の底上げにも取り組んでいる[12][13]。
- 2016年には、ノーベル賞授賞式が行われる会場でもあるストックホルムのコンサートハウスにて、スウェーデンの作曲家やストックホルム·フィルハーモニック·オーケストラの音楽家たちやイタリアのシノグラファ、コスチュームデザイナーとのコラボレーション作品を発表するなど、ヨガのテーマにしたダンスや、俳句の踊り(ヴィジュアル·HAIKU)などを手がけるとともに、メディアアーティスト、ファッションデザイナーとのコラボレーションなど、様々なコンセプトを持って自らコレオグラフィーを手がけ、パン·アジア·コレオグラファーとしても活動中[14][15][16][17]。
- 2019年には、国立劇場大ホールにて、インド古典舞踊・オディッシーダンスの魅力を存分に発揮し公演した[18][19]。
- 2021年夏には、ソロ・ダンサーデビュー２０周年を迎えて、日本とインドの 文化芸術交流の進展に寄与するため、一般社団法人ムドラージャパン（代表理事：入柿秀俊、小山奈々子）[20]とともに、Border Line in TOKYO 巡礼実行委員会を立ち上げ、東京で大規模なソロ公演の実現を目指している[21]。

## 作品
振付作品には、フローズン・グレイス、ダンス・オブ・ザ・クレーン、神性の内なるタントリックの祈り、クンダリーニ・スタヴァ、デイ・ドリームなど。[要出典]